# موموتارو: ملوانان مقدس

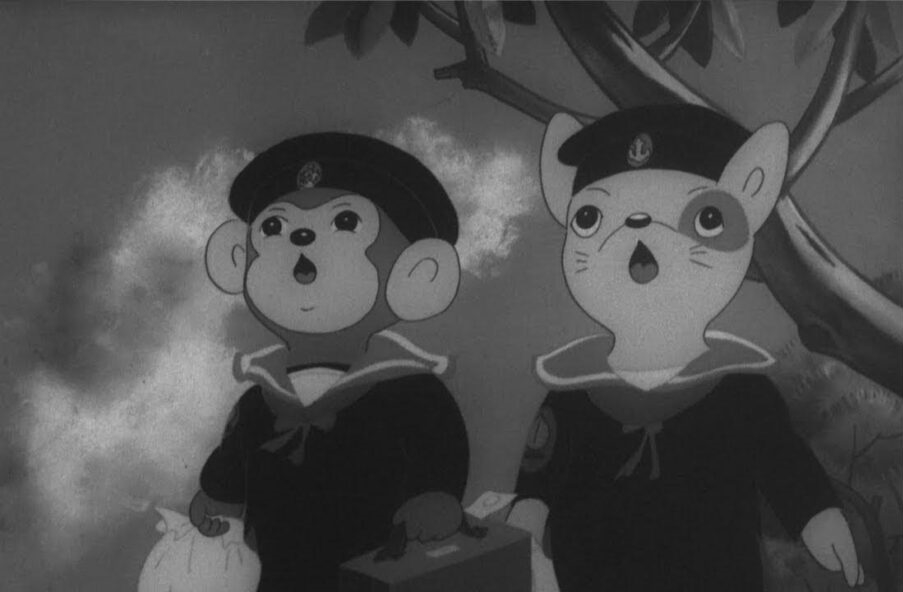
موموتارو: ملوانان مقدس

موموتارو: ملوانان مقدس (به ژاپنی: 桃太郎 海の神兵, Momotarō: Umi no Shinpei) نخستین فیلم بلند انیمه ژاپنی است که توسط میتسویو سئو به منظور ساختن یک فیلم پروپاگاندا در سال ۱۹۴۵ میلادی و در جنگ جهانی دوم کارگردانی شد.